# Червиця пахуча

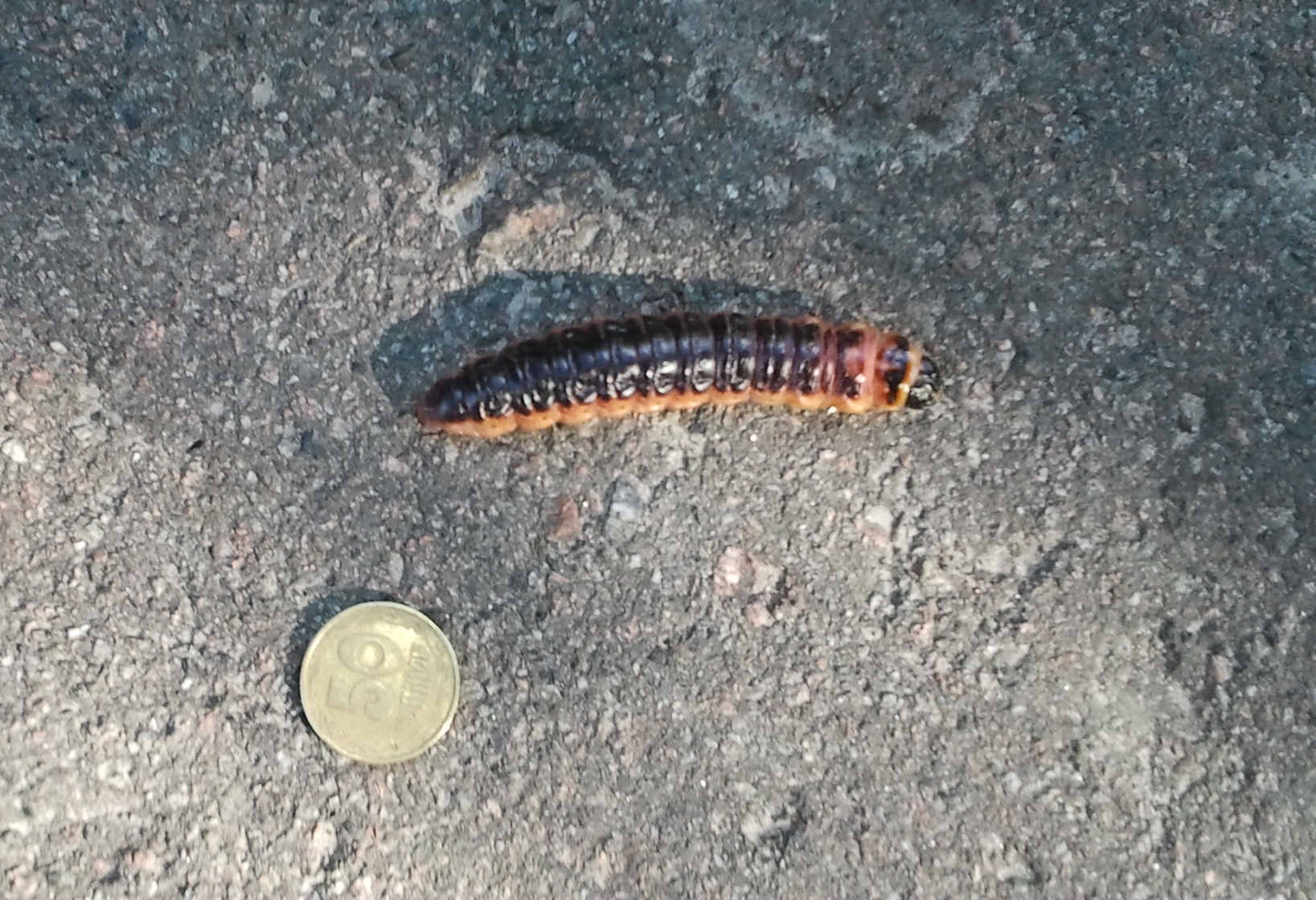
Гусінь червиці пахучої

Червиця пахуча (Cossus cossus) — метелик родини Cossidae. Широко поширений у Європі.
Це великий метелик з розмахом крил 68-96 мм. Крила сіро-коричневого кольору, з багатьма перехресними смужками. Метелики можуть літати з квітня по серпень, в залежності від місцевості.
Гусінь годується в стовбурах і гілках різних дерев протягом трьох-чотирьох років, досягає довжини 85 — 105 мм. Пошкоджує дуб, вербу, тополю, осику, березу, вільху, рідше — клен, горіх, плодові дерева.